# Geranium argenteum
Geranium argenteum là một loài thực vật có hoa trong họ Mỏ hạc. Loài này được L. mô tả khoa học đầu tiên năm 1756.

## Hình ảnh

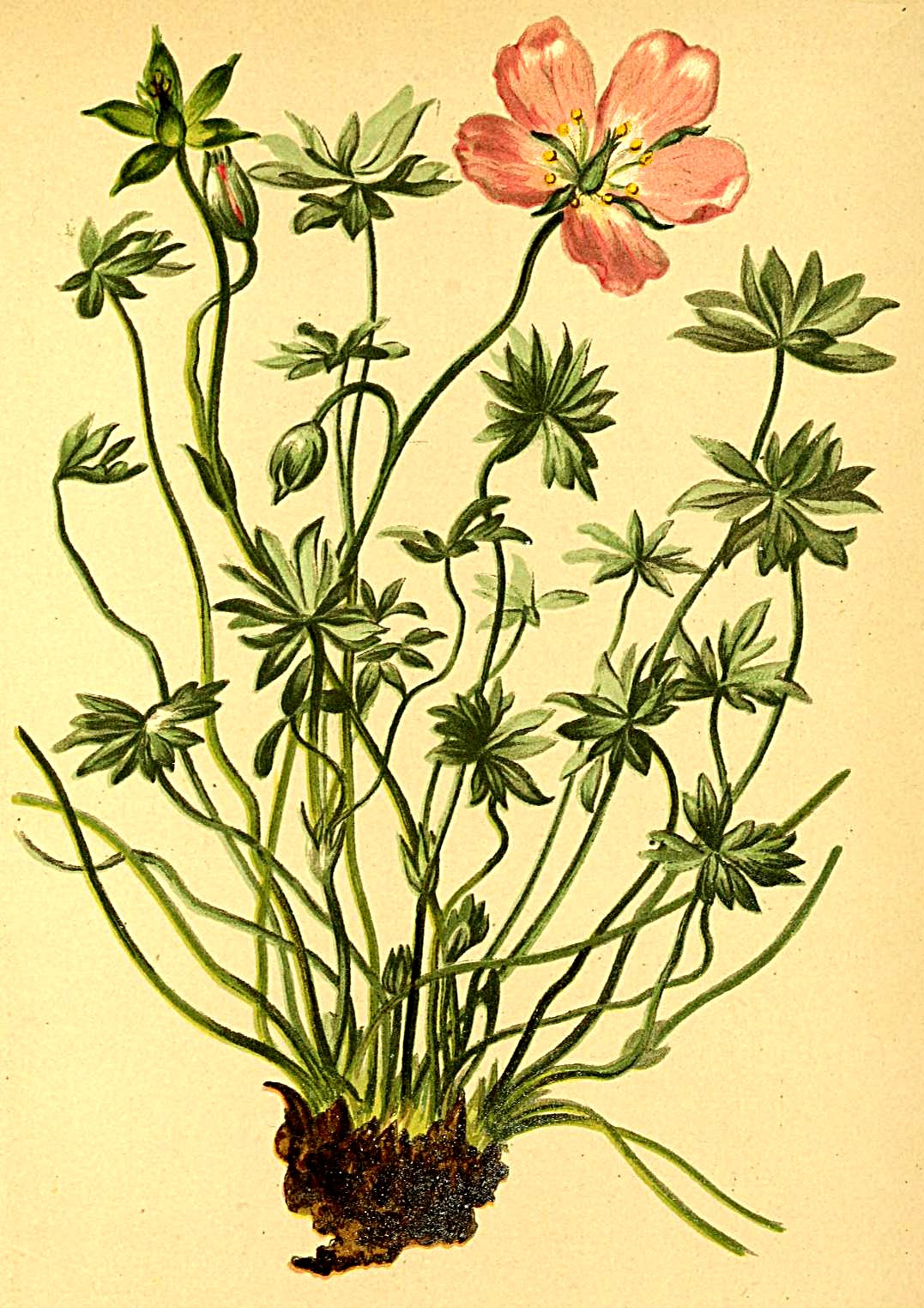
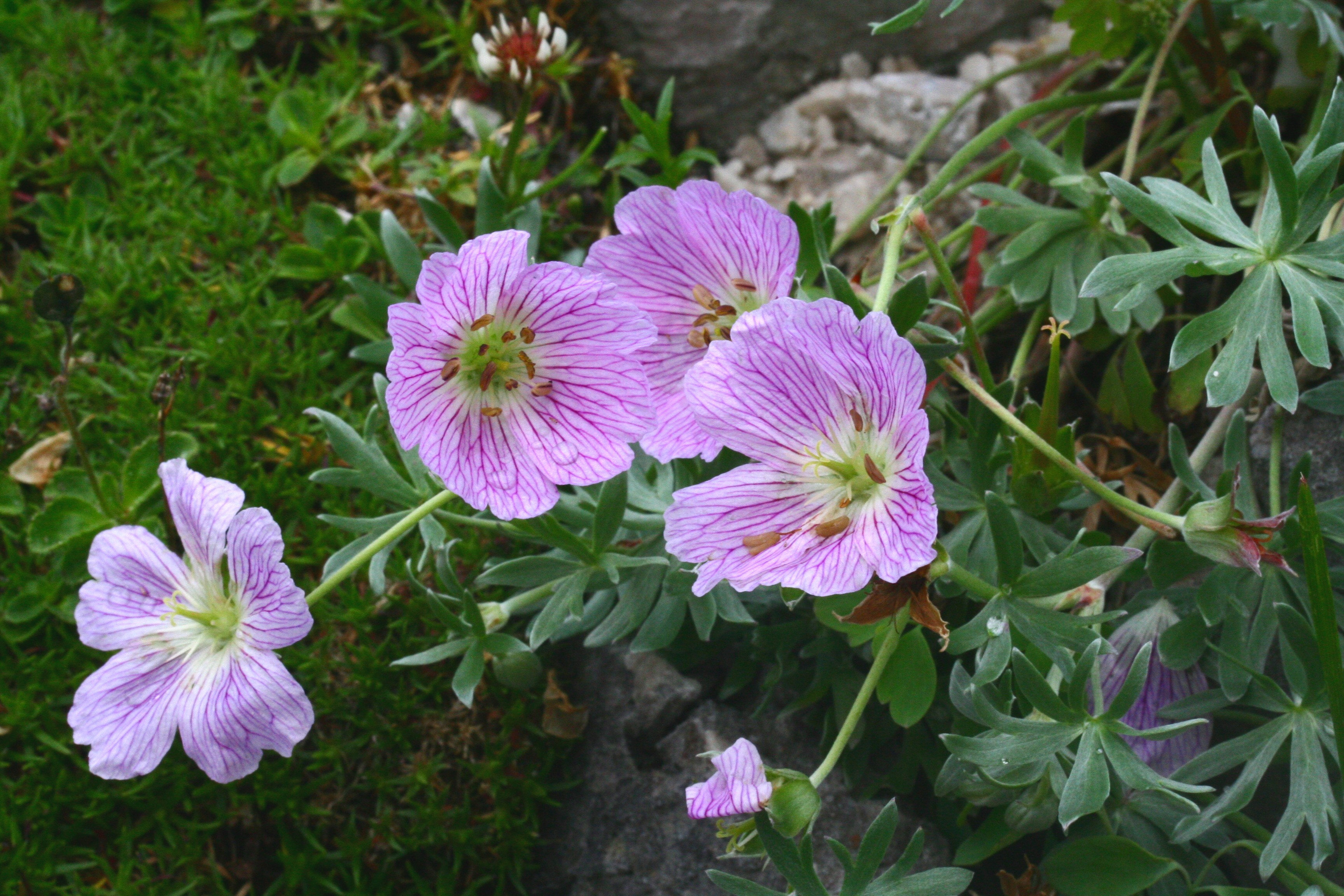
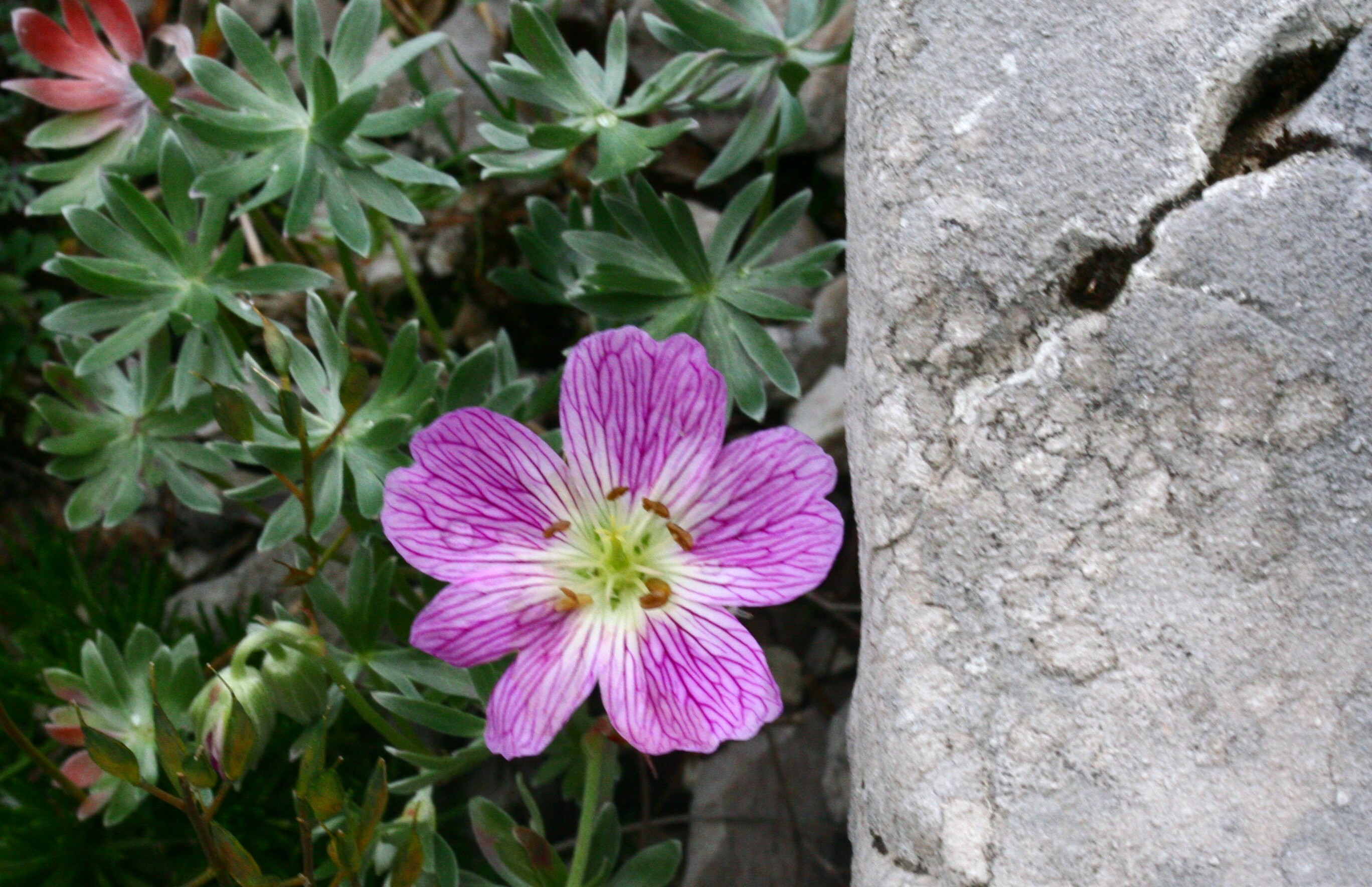
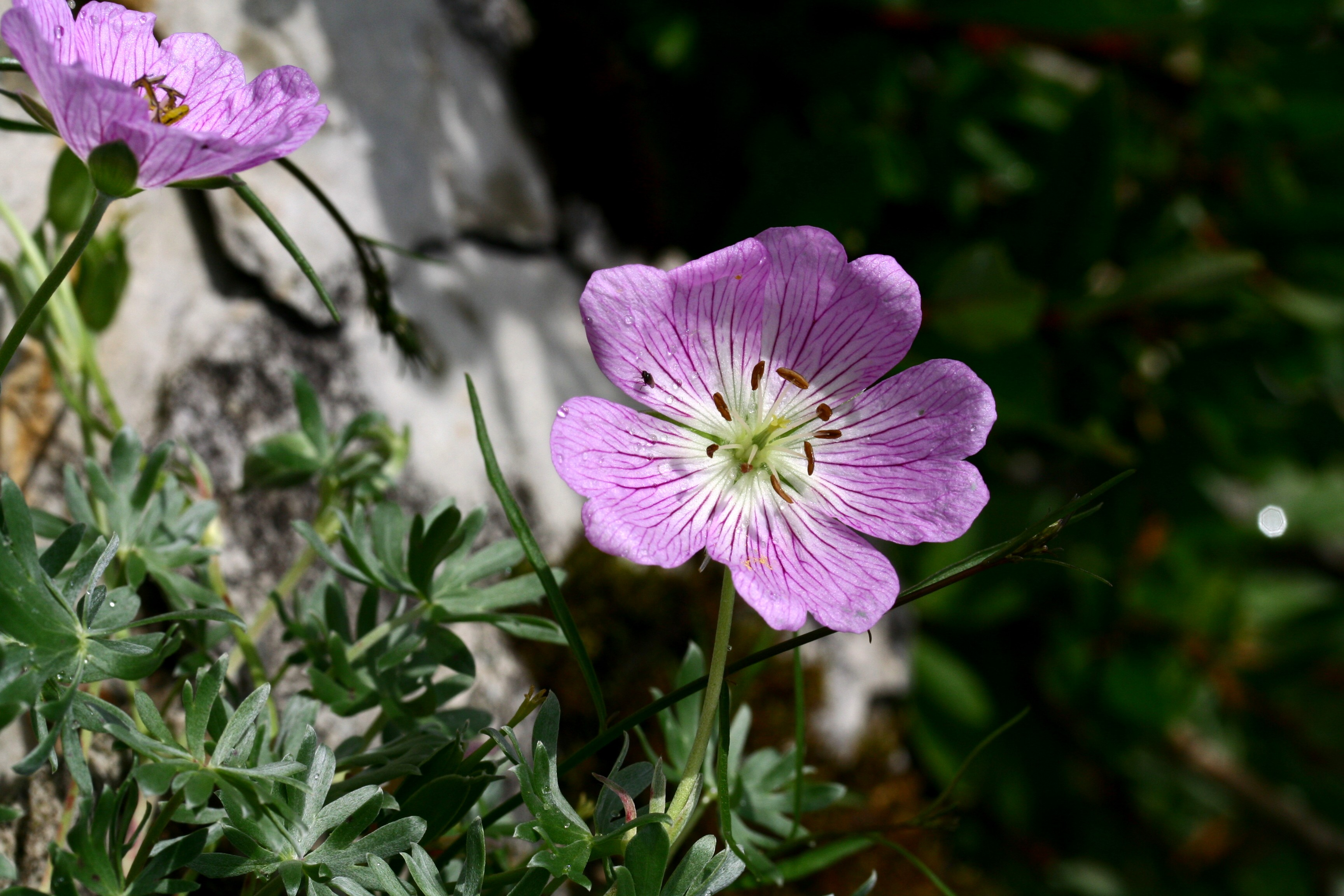